# صنوبر شعاعي
صنوبر شعاعي أو صنوبر مونتيري أو صنوبر مميز (الاسم العلمي: Pinus radiata) هو نوع من النباتات يتبع جنس الصنوبر من الفصيلة الصنوبرية. وهو نوع من النباتات الأصلية في ساحل كاليفورنيا الأوسط والمكسيك (جزيرة غوادالوبي وجزيرة سيدروس). الصنوبر الشعاعي متنوع وسريع النمو وله خشب لين متوسط الكثافة ومناسب لمجموعة واسعة من الاستخدامات. هناك درجة عالية من التطور في زراعته الحرجية التي بنيت على أساس متين من أكثر من قرن من البحث والملاحظة والممارسة. وغالباً ما يعتبر الصنوبر الشعاعي نموذجاً لمزارعي الأنواع الأخرى.
و النوع المزوع على أكبر نطاق في زراعة الصنوبر في العالم وتعود قيمته وشعبيته العالية إلى نموه السريع ونوعيةخشبه ولبه المرغوب بها.
على الرغم من أن الصنوبر الشعاعي يزرع على نطاق واسع في العديد من مزارع الأخشاب في أجزاء معتدلة من العالم، فإنه يواجه تهديدات خطيرة في نطاقه الطبيعي.

## التوزيع
موطنه الأصلي في ثلاث مناطق محدودة جدا هي سانتا كروز وشبه جزيرة مونتيري ومقاطعة سان لويس أوبيسبو. وتم العثور أيضا على ضرب منه وهو الصنوبر الشعاعي الأشيب (الاسم العلمي:Pinus radiata var. binata) أو الصنوبر الغوادالوبي في جزيرة غوادالوبي، وربما الضرب المنفصل عنه الصنوبر الشعاعي السيدروسي (الاسم العلمي:Pinus radiata var./subsp. cedrosensis) في جزيرة سيدروس والمكانان يقعان على المحيط الهادئ قبالة الساحل الغربي لشمال شبه جزيرة باجا كاليفورنيا في المكسيك.
يعتبر الشجرة الدخيلة الرائدة في أستراليا ونيوزيلندا وإسبانيا ويعتبر من أنواع المزارع الكبرى الرئيسية في الأرجنتين وشيلي وأوروغواي وكينيا وجنوب أفريقيا.

## الوصف
الصنوبر الشعاعي هو شجرة دائمة الخضرة من المخروطيات ينمو إلى ما بين 15-30 م (49-98 قدم) في الارتفاع في البرية ه ولكن يصل إلى 60 متر (200 قدم) عند زراعتة في الظروف المثلى، وله فروع متوجهة إلى أعلى وقمة مدورة. الأوراق (الإبر) خضراء زاهية تأتي في مجموعات من ثلاثة (اثنان في ضرب الأشيب) مرهفة ذات طويل 8-15 سم وطرف غير حادة. المخاريط طولها 7-17 سم بنية وبيضوية الشكل وتتموضع عادة بشكل غير متماثل على الأغصان (الفروع) وتعلق في زاوية مائلة.
ويرتبط الصنوبر الشعاعي ارتباطاً وثيقاً بصنوبر الأسقف أو الصنوبر الخشن والصنوبر الواهي ويتم تهجينه بسهولة مع هذين النوعين. يتميز عنهما أن إبره تأتي في ثلاثات لا أزواج ومخاريطه غير مشوكة أو محرشفة. اللحاء متشقق ورمادي إلى بني الداكن.